# Prometej (satelit)
Prometej je jedan od Saturnovih satelita. Zapažen je na slikama koje je Vojadžer 1 napravio 1980. godine. Inicijalno je nazvan S/1980 S 27, a kasnije (1985. godine) je dobio ime Prometej, po jednom od Titana iz Grčke mitologije.
Veoma je izduženog oblika, dimenzija oko 119 sa 87 sa 61 km. Površina mu je izbrazdana sa nekoliko grebena i dolina, kao i brojem udarnih kratera.

## Literatura
- Marsden, Brian G. (3. 1. 1986). „Satellites of Saturn and Pluto” (naming the moon). IAU Circular. 4157. Приступљено 2011-12-29.